# 18 Tracks
18 Tracks ist eine im Jahre 1999 auf Columbia Records veröffentlichte Kompilation des US-amerikanischen Rockmusikers Bruce Springsteen.

## Geschichte
Es enthält 15 Nummern aus dem vorhergehenden Album Tracks und drei Songs (The Promise, The Fever und Trouble River), die er bisher nicht veröffentlicht hatte. Das Album war für den eher gelegentlichen Hörer gedacht und enthält darum auch die eher an der Popmusik orientierten Kompositionen aus dem Tracks-Album. Daneben sollte das Album auch Werbung für die nachfolgende Tour Springsteens sein. Das Album erreichte #64 in den Billboard 200 und blieb damit auch hinter den Verkaufszahlen von Tracks, das bis auf #27 vorstieß.
The Promise entstand in den Darkness on the Edge of Town-Sessions, wurde aber nicht für das Album herangezogen. The Fever wurde 1973 aufgenommen und ein Radiohit, den Bruce Springsteens Manager Mike Appel den Stationen zur Verfügung stellte. Trouble River ist ein Teil der Human Touch-Sessions, wurde aber für das Album nicht verwendet.
Der Song The Promise wurde für den Grammy in den Kategorien „Best Rock Song“ und „Best Male Rock Vocal Performance“ nominiert, konnte den Preis aber nicht erringen.

## Titelliste
1. Growin’ Up (Demo Version) – 2:38
2. Seaside Bar Song – 3:33
3. Rendezvous – 2:48
4. Hearts of Stone – 4:29
5. Where the Bands Are – 3:43
6. Loose Ends – 4:00
7. I Wanna Be With You – 3:21
8. Born in the U.S.A. (Demo Version) – 3:10
9. My Love Will Not Let You Down – 4:24
10. Lion’s Den – 2:18
11. Pink Cadillac – 3:33
12. Janey, Don’t You Lose Heart – 3:24
13. Sad Eyes – 3:47
14. Part Man, Part Monkey – 4:28
15. Trouble River – 4:18
16. Brothers Under the Bridge – 4:55
17. The Fever – 7:35
18. The Promise – 4:48[3]